# ぺるそにゃ〜りすぺくと
『ぺるそにゃ〜りすぺくと』（英語: PERSONYA RESPECT）は、2025年5月14日に発売された、日本のバーチャルYouTuber・猫又おかゆの2枚目のアルバム。同年2月22日に猫又が自身のYouTubeチャンネルにて行った動画配信「猫又おかゆ生誕祭2025」にて、後述のライブ「猫又おかゆ 2nd Live.「ぺるそにゃ～りすぺくと」」の開催とともに発売が発表された。

## チャート成績
初週11,274枚として、音楽チャート・オリコンチャートによる2025年05月26日付の週間 合算アルバムランキングにて6位、週間 アルバムランキングにて6位、週間 デジタルアルバムランキングにて5位、週間 アニメアルバムランキングにて2位を記録した。また、初週11,287枚として、同じく音楽チャート・Billboard JAPANによる2025年05月21日公開のBillboard Japan Top Albums Salesにて7位、Billboard Japan Download Albumsにて8位を記録した。

## 収録曲
「ネコカブリーナ」以外の8曲は、本アルバムのために書き下ろされた新曲である。
| #         | タイトル                           | 作詞・作曲・編曲                 | 時間  |
| --------- | ---------------------------------- | -------------------------------- | ----- |
| 1.        | 「ネコカブリーナ」                 | ピノキオピー                     | 3:10  |
| 2.        | 「謙虚っち」                       | 作詞・作曲 - DECO*27 編曲 - tepe | 2:34  |
| 3.        | 「青い傷」                         | TOOBOE                           | 3:12  |
| 4.        | 「Rainy」                          | R Sound Design                   | 3:29  |
| 5.        | 「デコグラデーション」             | 稲葉曇                           | 3:17  |
| 6.        | 「大嫌いがもっともっと積もるまで」 | FLG4                             | 2:52  |
| 7.        | 「つらい思いをさせてごめんね」     | 式浦躁吾                         | 2:27  |
| 8.        | 「ガザニア」                       | koyori                           | 4:40  |
| 9.        | 「キスだけでいいからね」           | 神山羊                           | 3:15  |
| 合計時間: | 合計時間:                          | 合計時間:                        | 28:56 |

## 猫又おかゆ 2nd Live.「ぺるそにゃ～りすぺくと」
『猫又おかゆ 2nd Live.「ぺるそにゃ～りすぺくと」』（ねこまたおかゆ セカンド ライブ ぺるそにゃ～りすぺくと、英語: Nekomata Okayu 2nd Live. PERSONYA RESPECT）は、2025年5月28日に日本・ぴあアリーナMMにて開催された、猫又おかゆの2回目のソロライブ。公式ハッシュタグは、「#おかゆセカンド」である。

### ゲスト
出典 - 
- 白上フブキ
- 大神ミオ
- 戌神ころね

### バンドメンバー
出典 - 
- ギター - イイダケイスケ
- ドラムセット - 眞屋善彬
- ベース - かーすけ
- キーボード - ジョー

### セットリスト
出典 - 
8曲目および9曲目は、ゲストの3名とともに歌唱を行ったほか、MC3も彼女たちとともに行った。
1. 「あっかんべ」
2. 「デコグラデーション」
3. 「ネコカブリーナ」
  - MC1
4. 「Rainy」
5. 「flos」
6. 「琥珀糖」
7. 「Lazyroop」
  - MC2
8. 「We are GAMERs !!!!」
  - MC3
9. 「もぐもぐYUMMY!」
10. 「ガザニア」
11. 「毒杯スワロウ」
12. 「青い傷」
13. 「Grrr Grrr Tummy」
  - MC4
14. 「謙虚っち」
15. 「パボ」
16. 「デタバレネコ」
  - MC5
17. 「つらい思いをさせてごめんね」
18. 「エンドロール」
19. 「また、おかえり。」
  - MC6
20. 「カミサマ・ネコサマ」
  - EN01.「大嫌いがもっともっと積もるまで」
  - MC7
  - EN02.「キスだけでいいからね」

### エンディング
本公演の終了後には、ゲーム『おかゆにゅ〜〜む!』の新作の制作が発表された。